# Brottet II
Brottet II (originaltitel: Forbrydelsen II) är en dansk TV-serie i 10 avsnitt från 2009. Uppföljare till Brottet från 2007. Manuset skrevs av Søren Sveistrup, Michael W. Horsten och Torleif Hoppe och regisserades av Kristoffer Nyholm. Serien sändes i Sverige under hösten 2010 på SVT. 

## Teaser
Serien utspelar sig två år efter första serien. Advokaten Anne Dragsholm hittas misshandlad och mördad men polisens utredning kör fast direkt. Efter 10 dagar utan genombrott bestämmer sig spaningsledaren Lennart Brix i ren desperation för att plocka in den före detta vice kriminalkommissarien Sarah Lund, som förlorat jobbet, flyttat från Köpenhamn och nu arbetar vid gränskontrollen i Gedser, för att leda utredningen. Lund är inte intresserad, i alla fall inte till en början, men till slut tackar hon ja.
Det visar sig snart att advokat Dragsholm har kommit en mycket otäck historia på spåren om en pluton danska soldater som tjänstgjort i Afghanistan. Någon har mördat Dragsholm för att hon var på väg att avslöja något som inte fick avslöjas. Spåren leder Lund upp i maktens korridorer och sanningen visar sig vara långt mer makaber än vad någon kunnat föreställa sig. Men kommer sanningen verkligen att komma i dagen?

## Roller (urval)
- Sofie Gråbøl - Sarah Lund
- Mikael Birkkjær - Ulrik Strange
- Morten Suurballe - Lennart Brix
- Ken Vedsegaard - Jens Peter Raben
- Nicolas Bro - Thomas Buch
- Finn Nielsen - Arild
- Søren Pilmark - Erik Köning
- Kurt Ravn - Gert Rue Eriksen
- Janus Nabil Bakrawi - Khan